# 蓝铁矿

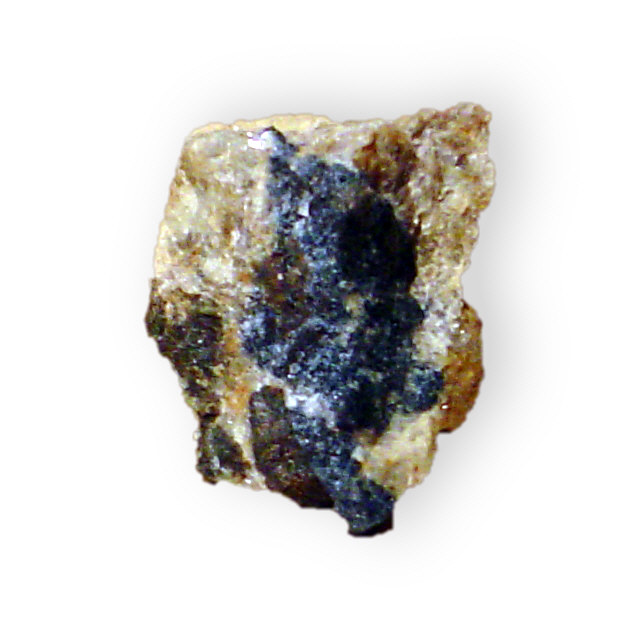
来自美国南达科他州的蓝铁矿

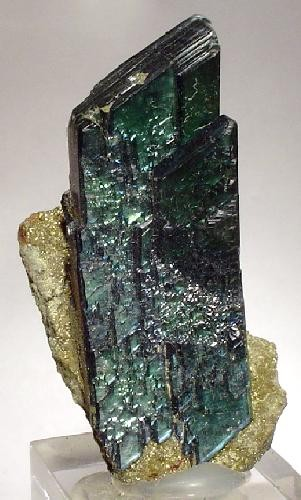
来自Siglio XX矿的蓝铁矿和磷铝铁石

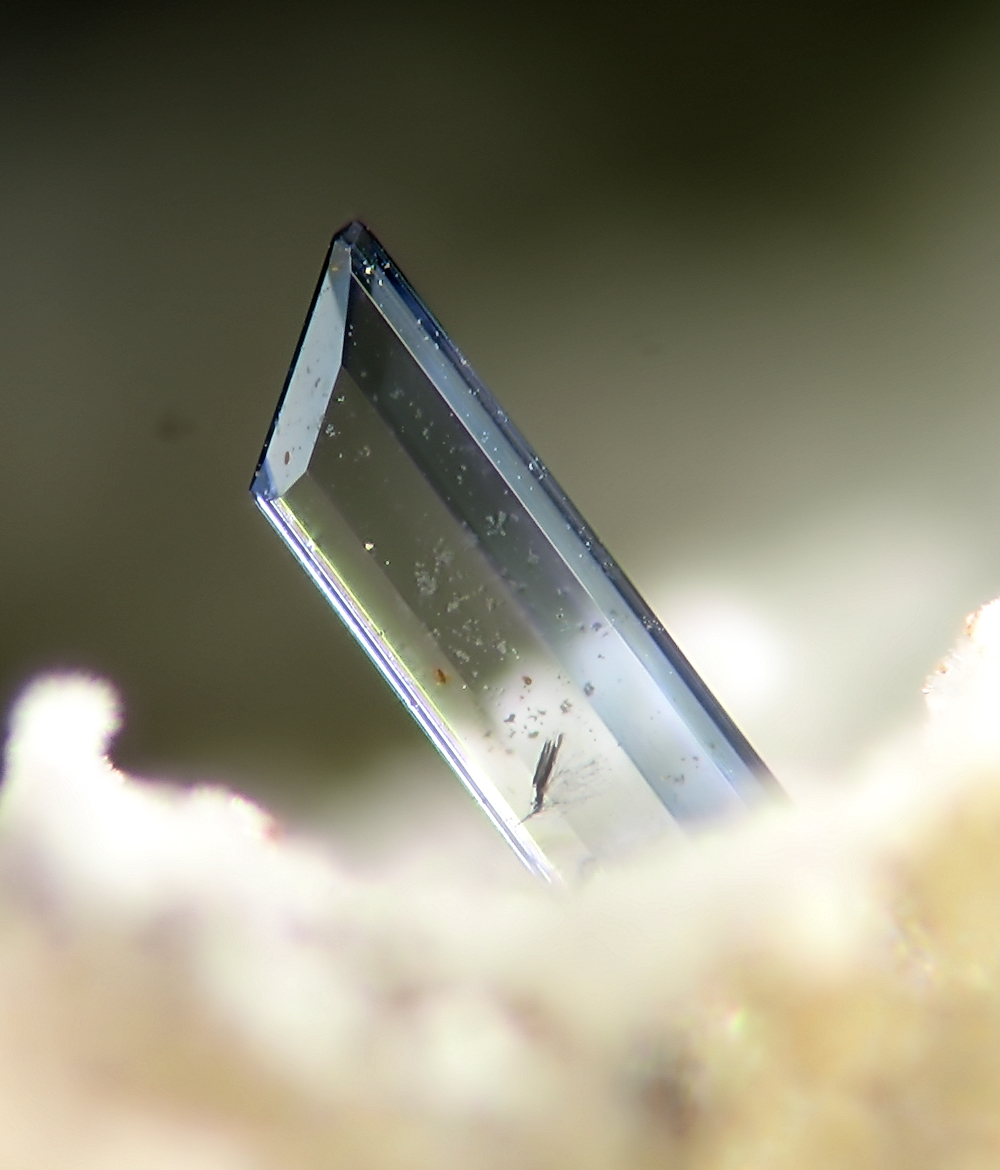
来自巴伐利亚的蓝铁矿

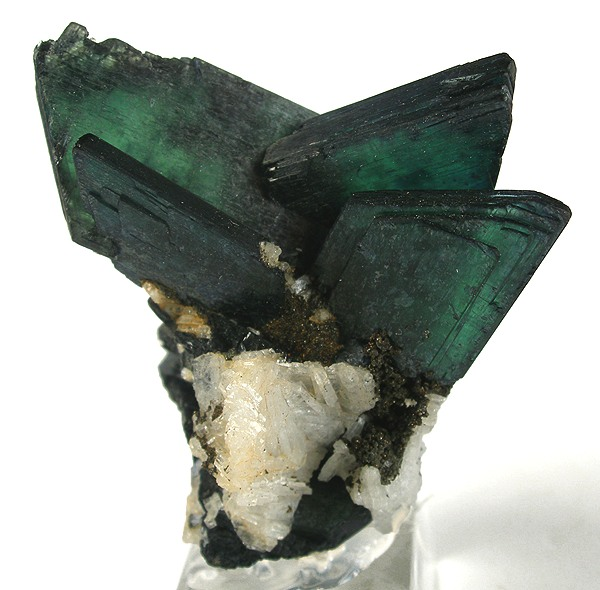
来自巴西的蓝铁矿和钠长石

蓝铁矿（英語：Vivianite）是可以在许多地质环境中发现的水合含铁磷酸盐矿物，化学式為Fe
3(PO
4)
2·8H
2O。少量的Mn2+、Mg2+和Ca2+可以替代结构中的Fe2+。纯蓝铁矿无色，但极易氧化变色，通常呈深蓝色至深蓝绿色棱柱形至扁平晶体。蓝铁矿晶体通常存在于化石壳内，例如双壳类和腹足类动物的壳，或附着在化石骨骼上。

## 發現
藍鐵礦是可以在許多地質環境中發現的次生礦物：金屬礦床的氧化帶，在含有磷酸鹽礦物的花崗偉晶岩中，在黏土和海綠石沉積物中，以及在最近的沖積層中取代了有機材料，如泥炭、褐煤、沼澤鐵礦石和森林土壤（全部）。埋在泥炭沼澤中的骨頭和牙齒有時會被藍鐵礦取代。
伴生礦物包括三斜藍鐵礦、板磷鐵礦、黃鐵礦、菱鐵礦和磁黃鐵礦。熱液脈會產生具有經典寶石綠色的最佳晶體標本。

## 氧化
藍鐵礦的氧化是內部過程，沒有氧氣或水從外面進入或離開礦物。可見光光子敲出水分子的質子並留下氫氧根離子（OH−），此外亞鐵離子（Fe2+）失去電子成為鐵離子（Fe3+），即被氧化並平衡電子。當可見光照在藍鐵礦上時，這個過程會開始，在幾分鐘內大大改變礦物的顏色。最后藍鐵礦變為三斜藍鐵礦（Fe2+2Fe3+(PO4)2OH·7H2O），通常在藍鐵礦之後作為同質異晶體產生。

## 顏料

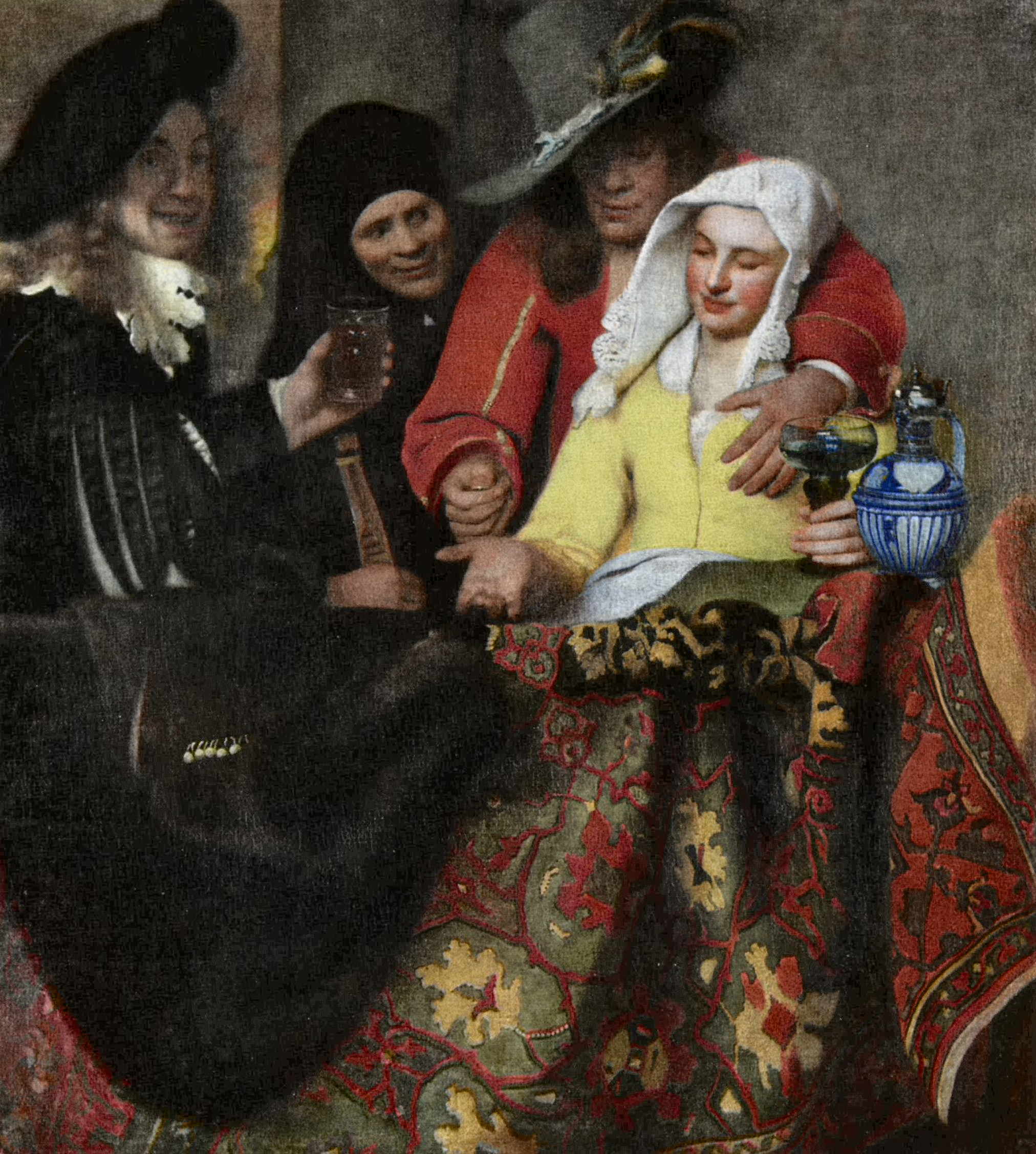
《老鴇》，楊·維梅爾，1656年

藍鐵礦自古羅馬時代以來就被稱為顏料，但它在油畫中的用途相當有限。它出現在楊·維梅爾的《老鴇》中前景地毯的藍灰色部分。